# The Freewheelin' Bob Dylan
The Freewheelin' Bob Dylan é o segundo álbum de estúdio do cantor e compositor americano Bob Dylan, lançado em 27 de maio de 1963 pela Columbia Records. Enquanto seu álbum de estreia autointitulado Bob Dylan continha apenas duas canções originais, este álbum representou o início da escrita de letras contemporâneas de Dylan para melodias tradicionais. Onze das treze canções do álbum são composições originais de Dylan. Ele abre com "Blowin' in the Wind", que se tornou um hino da década de 1960 e um sucesso internacional para o trio folk Peter, Paul and Mary logo após o lançamento do álbum. O álbum continha várias outras canções que vieram a ser consideradas entre as melhores composições de Dylan e clássicos da cena folk da década de 1960: "Girl from the North Country", "Masters of War", "A Hard Rain's a-Gonna Fall" e "Don't Think Twice, It's All Right".
As letras de Dylan abordavam notícias retiradas de manchetes sobre o movimento pelos direitos civis em curso, e ele expressava ansiedades sobre o medo de uma guerra nuclear. Equilibrando esse material político, havia canções de amor, às vezes amargas e acusatórias, e material com humor surreal. "Freewheelin'" exibiu o talento de Dylan para compor pela primeira vez, impulsionando-o à fama nacional e internacional. O sucesso do álbum e o subsequente reconhecimento de Dylan o levaram a ser nomeado "Porta-voz de uma Geração", rótulo que Dylan repudiou.
The Freewheelin' Bob Dylan alcançou a 22ª posição nos EUA (eventualmente ganhando disco de platina) e se tornou um álbum número um no Reino Unido em 1965. Em 2003, o álbum foi classificado como número 97 na lista da Rolling Stone dos "500 Maiores Álbuns de Todos os Tempos". Em 2002, Freewheelin' foi uma das primeiras 50 gravações escolhidas pela Biblioteca do Congresso para serem adicionadas ao Registro Nacional de Gravações por serem "culturalmente, historicamente ou esteticamente significativas".

## Sessões de gravação
Nem os críticos nem o público deram muita atenção ao álbum de estreia autointitulado de Dylan, Bob Dylan, que vendeu apenas 5.000 cópias em seu primeiro ano, apenas o suficiente para empatar. Em uma repreensão direta a John Hammond, que havia contratado Dylan para a Columbia Records, alguns dentro da empresa se referiram ao cantor como "Loucura de Hammond" e sugeriram cancelar seu contrato. Hammond defendeu Dylan vigorosamente e estava determinado que o segundo álbum de Dylan deveria ser um sucesso. A gravação de Freewheelin' ocorreu de abril de 1962 a abril de 1963, e o álbum foi montado a partir de oito sessões de gravação no Columbia Records Studio A, localizado na 799 Seventh Avenue, na cidade de Nova Iorque.

### Contexto político e pessoal

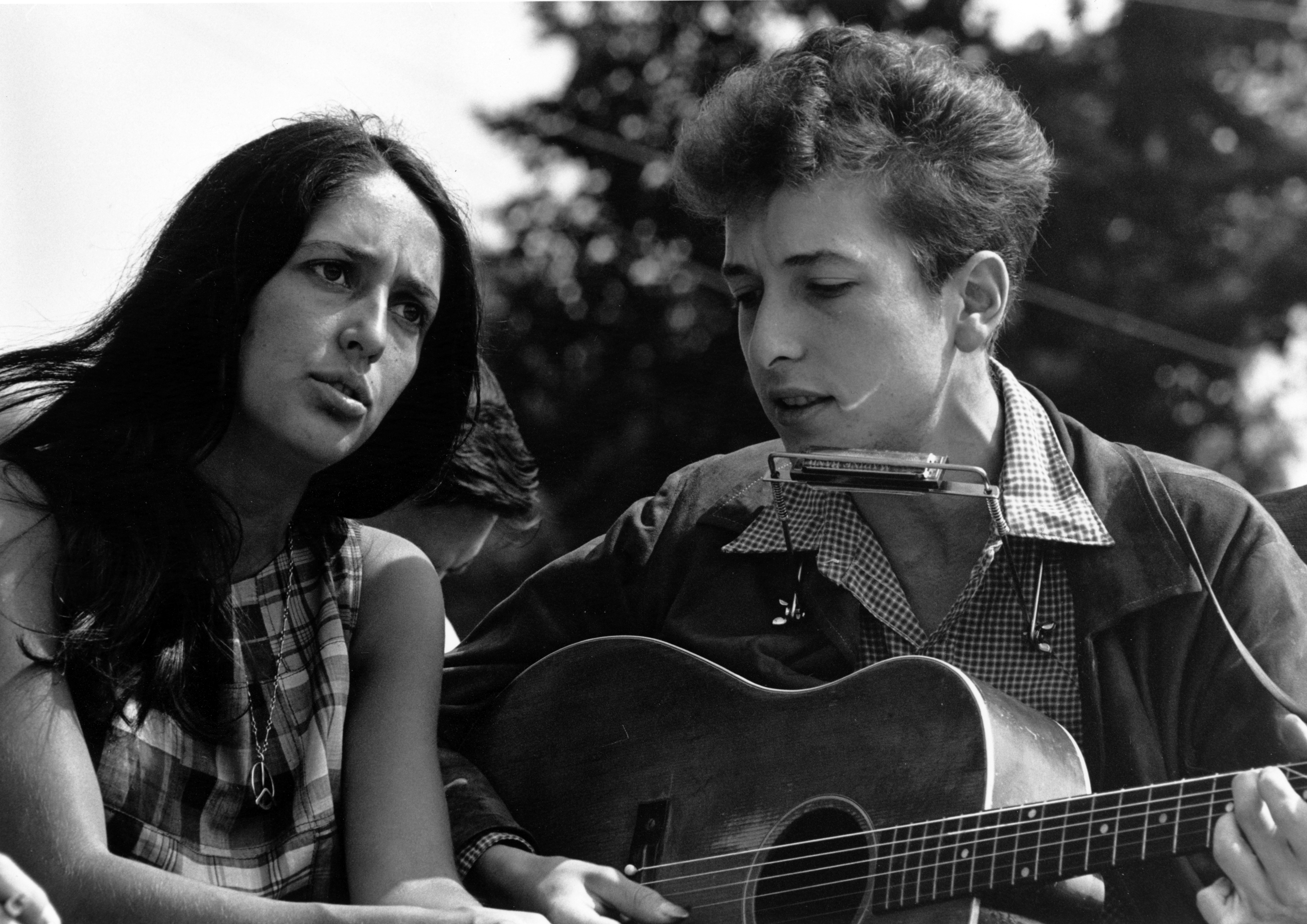
Dylan tornou-se famoso por suas composições políticas - ele é visto aqui em 1963 tocando em uma marcha pelos direitos civis com Joan Baez

Muitos críticos notaram o extraordinário desenvolvimento das composições de Dylan imediatamente após a conclusão de seu primeiro álbum. Um dos biógrafos de Dylan, Clinton Heylin, conecta o aumento repentino de letras escritas com temas temáticos e políticos ao fato de Dylan ter se mudado para um apartamento na West 4th Street com sua namorada Suze Rotolo (1943–2011) em janeiro de 1962. A família de Rotolo tinha fortes compromissos políticos de esquerda; seus pais eram membros do Partido Comunista Americano. Dylan reconheceu sua influência quando disse a um entrevistador: "Suze estava nessa coisa de igualdade e liberdade muito antes de mim. Eu conferi as músicas com ela".
O relacionamento de Dylan com Rotolo também forneceu uma dinâmica emocional importante na composição do álbum Freewheelin'. Após seis meses morando com Dylan, Rotolo concordou com a proposta de sua mãe de viajar para a Itália para estudar arte. Dylan sentia falta dela e escreveu longas cartas para ela, transmitindo sua esperança de que ela retornasse em breve para Nova Iorque. Ela adiou seu retorno várias vezes, finalmente voltando em janeiro de 1963. Os críticos conectaram as intensas canções de amor que expressavam saudade e perda em Freewheelin' ao relacionamento tenso de Dylan com Rotolo. Em sua autobiografia, Rotolo explica que as namoradas dos músicos eram rotineiramente descritas como "garotas", e ela se ressentia de ser considerada "uma posse de Bob, que era o centro das atenções".
A velocidade e a facilidade com que Dylan escreveu canções temáticas atraíram a atenção de outros músicos da cena folk de Nova Iorque. Em uma entrevista de rádio na WBAI em junho de 1962, Pete Seeger descreveu Dylan como "o compositor mais prolífico da cena" e então perguntou a Dylan quantas canções ele havia escrito recentemente. Dylan respondeu: "Posso passar duas semanas sem escrever essas canções. Eu escrevo muita coisa. Na verdade, escrevi cinco canções ontem à noite, mas dei todos os papéis em um lugar chamado Bitter End." Dylan também expressou a ideia impessoal de que as canções não eram sua própria criação. Em uma entrevista para a revista Sing Out!, Dylan disse: "As canções estão lá. Elas existem por si mesmas, apenas esperando que alguém as escreva. Eu apenas as coloco no papel. Se eu não fizesse isso, outra pessoa faria".

### Gravando em Nova Iorque
Dylan começou a trabalhar em seu segundo álbum no Columbia Records Studio A em Nova Iorque em 24 de abril de 1962. O álbum foi provisoriamente intitulado Bob Dylan's Blues, e até julho de 1962, este permaneceria como título provisório. Nesta sessão, Dylan gravou quatro de suas próprias composições: "Sally Gal", "The Death of Emmett Till", "Rambling, Gambling Willie" e "Talkin' John Birch Paranoid Blues". Ele também gravou duas canções folclóricas tradicionais, "Going To New Orleans" e "Corrina, Corrina", e "(I Heard That) Lonesome Whistle" de Hank Williams.
Retornando ao Estúdio A no dia seguinte, Dylan gravou sua nova canção sobre abrigos nucleares, "Let Me Die in My Footsteps". Outras composições originais se seguiram: "Rocks and Gravel", "Talking Hava Negiliah Blues", "Talkin' Bear Mountain Picnic Massacre Blues" e mais duas versões de "Sally Gal". Dylan gravou versões cover de "Wichita", "Baby, Please Don't Go" de Big Joe Williams e "Milk Cow's Calf's Blues" de Robert Johnson. Como o talento de Dylan para compor músicas estava se desenvolvendo tão rapidamente, nada das sessões de abril apareceu no Freewheelin'.
As sessões de gravação no Estúdio A foram retomadas em 9 de julho, quando Dylan gravou "Blowin' in the Wind", uma música que ele havia tocado ao vivo pela primeira vez no Gerde's Folk City em 16 de abril. Dylan também gravou "Bob Dylan's Blues", "Down the Highway" e "Honey, Just Allow Me One More Chance", todas as quais acabaram no Freewheelin', além de uma outra composição original, "Baby, I'm in the Mood for You", que não.
Nesse ponto, o empresário musical Albert Grossman começou a se interessar pelos negócios de Dylan. Grossman convenceu Dylan a transferir os direitos de publicação de suas canções da Duchess Music, com quem havia assinado um contrato em janeiro de 1962, para a Witmark Music, uma divisão da operação de publicação musical da Warner. Dylan assinou um contrato com a Witmark em 13 de julho de 1962. Sem que Dylan soubesse, Grossman também havia negociado um acordo com a Witmark. Isso dava a Grossman cinquenta por cento da participação da Witmark na receita de publicação gerada por qualquer compositor que Grossman trouxesse para a empresa. Esse "acordo secreto" resultou em uma amarga batalha legal entre Dylan e Grossman na década de 1980.
Albert Grossman tornou-se empresário de Dylan em 20 de agosto de 1962. Como Dylan tinha menos de 21 anos quando assinou seu contrato com a CBS, Grossman argumentou que o contrato era inválido e precisava ser renegociado. Em vez disso, Hammond respondeu convidando Dylan para seu escritório e persuadindo-o a assinar uma "reafirmação" — concordando em cumprir o contrato original. Isso efetivamente neutralizou a estratégia de Grossman e levou a alguma animosidade entre Grossman e Hammond. Grossman gozava da reputação na cena folk de ser comercialmente agressivo, gerando mais renda e defendendo os interesses de seus clientes com mais ferocidade do que "os empresários mais gentis e amadores do Village". O crítico de Dylan, Andy Gill, sugeriu que Grossman encorajou Dylan a se tornar mais recluso e indiferente, até mesmo paranoico.

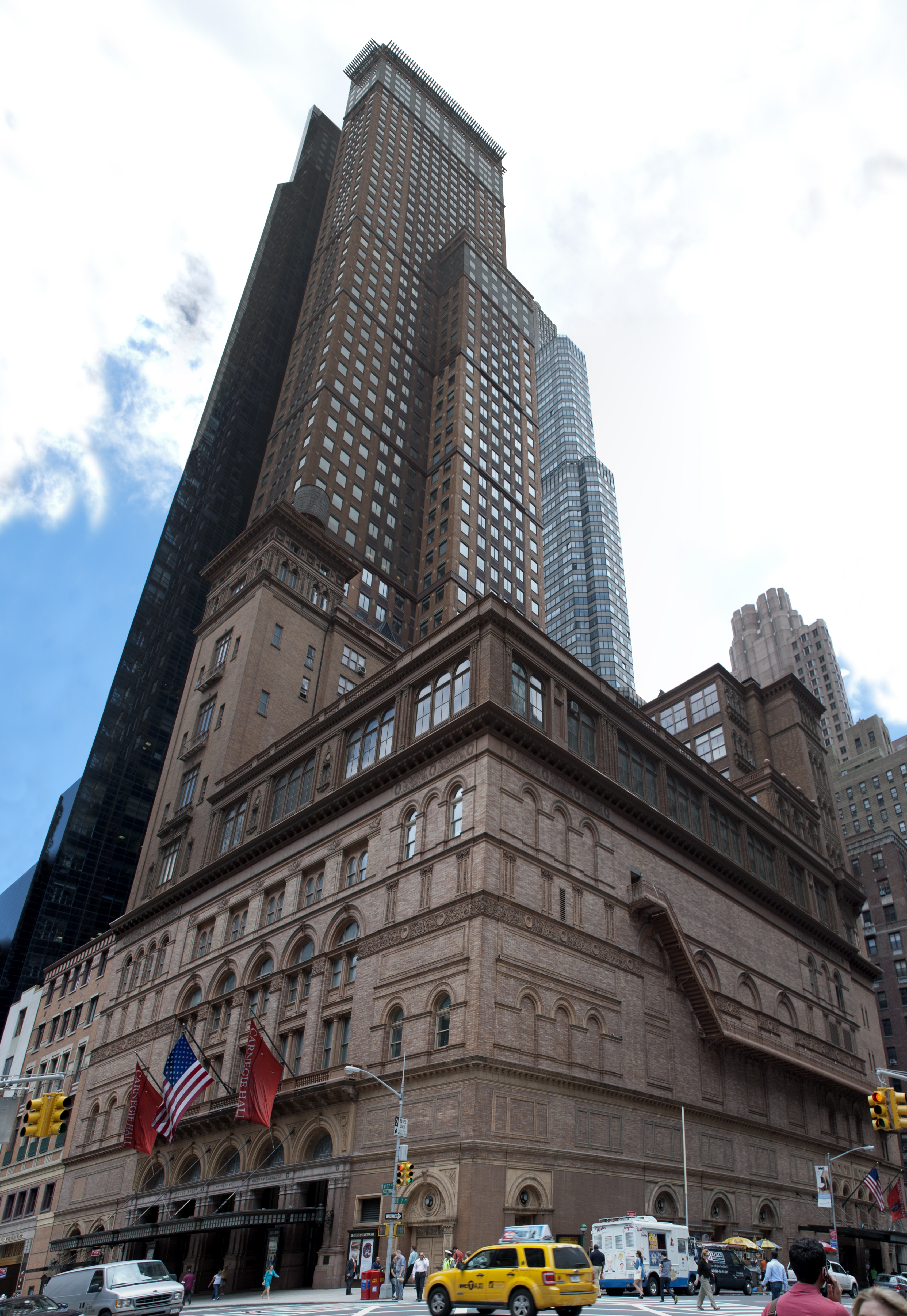
Durante a gravação de Freewheelin em Nova Iorque, Dylan teve sua primeira apresentação no Carnegie Hall

Em 22 de setembro, Dylan apareceu pela primeira vez no Carnegie Hall, parte de uma festança de estrelas. Nesta ocasião, ele estreou sua nova composição "A Hard Rain's a-Gonna Fall", uma canção complexa e poderosa construída sobre o padrão de refrão de perguntas e respostas da tradicional balada britânica "Lord Randall". "Hard Rain" ganharia ressonância adicional um mês depois, quando o presidente Kennedy apareceu na televisão nacional em 22 de outubro e anunciou a descoberta de mísseis soviéticos na ilha de Cuba, iniciando a Crise dos Mísseis de Cuba. Nas notas da capa do álbum Freewheelin', Nat Hentoff cita Dylan dizendo que ele escreveu "Hard Rain" em resposta à Crise dos Mísseis de Cuba: "Cada linha é na verdade o começo de uma música totalmente nova. Mas quando eu a escrevi, pensei que não teria tempo suficiente para escrever todas essas músicas, então coloquei tudo o que pude nesta". Na verdade, Dylan havia escrito a canção mais de um mês antes da crise estourar.
Dylan retomou o trabalho em Freewheelin' no Estúdio A da Columbia em 26 de outubro, quando uma grande inovação ocorreu — Dylan fez suas primeiras gravações de estúdio com uma banda de apoio. Acompanhado por Dick Wellstood no piano, Howie Collins e Bruce Langhorne na guitarra, Leonard Gaskin no baixo e Herb Lovelle na bateria, Dylan gravou três músicas. Várias tomadas de "Mixed-Up Confusion" de Dylan e "That's All Right Mama" de Arthur Crudup foram consideradas inutilizáveis, mas uma tomada master de "Corrina, Corrina" foi selecionada para o álbum final. Uma "tomada alternativa" de "Corrina, Corrina" da mesma sessão também seria selecionada para o lado B de "Mixed Up Confusion", o primeiro single elétrico de Dylan lançado no final do ano. Na próxima sessão de gravação em 1º de novembro, a banda incluiu Art Davis no baixo, enquanto o guitarrista de jazz George Barnes substituiu Howie Collins. "Mixed-Up Confusion" e "That's All Right Mama" foram regravadas, e novamente os resultados foram considerados insatisfatórios. Uma versão da terceira música, "Rocks and Gravel", foi selecionada para o álbum, mas a faixa foi posteriormente descartada.
Em 14 de novembro, Dylan retomou o trabalho com sua banda de apoio, desta vez com Gene Ramey no baixo, dedicando a maior parte da sessão à gravação de "Mixed-Up Confusion". Embora esta faixa não tenha aparecido em Freewheelin', foi lançada como single em 14 de dezembro de 1962 e, em seguida, rapidamente retirada. Ao contrário do outro material que Dylan gravou entre 1961 e 1964, "Mixed-Up Confusion" tentou um som rockabilly. Cameron Crowe descreveu-o como "um olhar fascinante sobre um artista folk com sua mente vagando em direção a Elvis Presley e Sun Records".
Também foi gravada em 14 de novembro a nova composição "Don't Think Twice, It's All Right" (Clinton Heylin escreve que, embora as notas da capa de Freewheelin' descrevam esta música como sendo acompanhada por uma banda de apoio, nenhuma banda é audível na versão lançada). Langhorne então acompanhou Dylan em mais três composições originais: "Ballad of Hollis Brown", "Kingsport Town" e "Whatcha Gonna Do", mas essas performances não foram incluídas em Freewheelin'.
Dylan realizou outra sessão no Estúdio A em 6 de dezembro. Cinco músicas, todas composições originais, foram gravadas, três das quais foram eventualmente incluídas em The Freewheelin' Bob Dylan: "A Hard Rain's a-Gonna Fall", "Oxford Town" e "I Shall Be Free". Dylan também fez outra tentativa de "Whatcha Gonna Do" e gravou uma nova música, "Hero Blues", mas ambas as músicas foram rejeitadas e deixadas inéditas.

### Viajando para a Inglaterra
Doze dias depois, Dylan fez sua primeira viagem ao exterior. O diretor de TV britânico Philip Saville ouviu Dylan se apresentar em Greenwich Village e o convidou para participar de um drama de televisão da BBC: Madhouse on Castle Street. Dylan chegou a Londres em 17 de dezembro. Na peça, Dylan cantou "Blowin' in the Wind" e outras duas músicas. Dylan também mergulhou na cena folk londrina, fazendo contato com a organizadora do clube folk Troubadour, Anthea Joseph, e os cantores folk Martin Carthy e Bob Davenport. "Encontrei algumas pessoas na Inglaterra que realmente conheciam aquelas canções [tradicionais inglesas]", Dylan lembrou em 1984. "Martin Carthy, outro cara chamado [Bob] Davenport. Martin Carthy é incrível. Aprendi muitas coisas com Martin."
Carthy ensinou a Dylan duas canções em inglês que seriam importantes para o álbum Freewheelin'. O arranjo de Carthy para "Scarborough Fair" seria usado por Dylan como base para sua própria composição, "Girl from the North Country". Uma balada do século XIX em comemoração à morte de Sir John Franklin em 1847, "Lady Franklin's Lament", deu a Dylan a melodia para sua composição "Bob Dylan's Dream". Ambas as canções demonstraram a habilidade crescente de Dylan de pegar melodias tradicionais e usá-las como base para composições altamente pessoais.
Da Inglaterra, Dylan viajou para a Itália e se juntou a Albert Grossman, que estava em turnê com sua cliente Odetta. Dylan também esperava entrar em contato com sua namorada, Suze Rotolo, sem saber que ela já havia deixado a Itália e estava voltando para Nova Iorque. Dylan trabalhou em seu novo material e, quando retornou a Londres, Martin Carthy recebeu uma surpresa: "Quando ele voltou da Itália, havia escrito 'Girl From the North Country'; ele foi até o Troubadour e disse: 'Ei, aqui está "Scarborough Fair"' e começou a tocar essa coisa".

### Retornando para Nova Iorque
Dylan voou de volta para Nova Iorque em 16 de janeiro de 1963. Em janeiro e fevereiro, ele gravou algumas de suas novas composições em sessões para a revista folk Broadside, incluindo uma nova canção anti-guerra, "Masters of War", que ele compôs em Londres. Dylan ficou feliz por se reunir com Suze Rotolo e a convenceu a voltar para o apartamento que eles dividiam na West 4th Street.
A ânsia de Dylan em gravar seu novo material para Freewheelin' foi paralela a uma dramática luta pelo poder no estúdio: a determinação de Albert Grossman em ter John Hammond substituído como produtor de Dylan na CBS. De acordo com o biógrafo de Dylan, Howard Sounes, "Os dois homens não poderiam ser mais diferentes. Hammond era um WASP, tão relaxado durante as sessões de gravação que se sentava com os pés para cima, lendo The New Yorker. Grossman era um empresário judeu com um passado obscuro, lutando para se tornar um milionário".
Por causa da hostilidade de Grossman a Hammond, a Columbia juntou Dylan a um jovem produtor de jazz afro-americano, Tom Wilson. Wilson relembrou: "Eu nem gostava particularmente de música folk. Eu estava gravando Sun Ra e Coltrane ... Eu achava que música folk era para os idiotas. [Dylan] tocava como os idiotas, mas então essas palavras saíram. Fiquei pasmo." Em uma sessão de gravação em 24 de abril, produzida por Wilson, Dylan gravou cinco novas composições: "Girl from the North Country", "Masters of War", "Talkin' World War III Blues", "Bob Dylan's Dream" e "Walls of Red Wing". "Walls of Red Wing" foi finalmente rejeitada, mas as outras quatro foram incluídas em uma sequência revisada do álbum.
O drama final da gravação de Freewheelin' ocorreu quando Dylan estava programado para aparecer no The Ed Sullivan Show em 12 de maio de 1963. Dylan havia dito a Sullivan que ele iria tocar "Talkin' John Birch Paranoid Blues", mas o "chefe de práticas do programa" da CBS Television informou Dylan que esta música era potencialmente difamatória para a John Birch Society e pediu que ele tocasse outro número. Em vez de obedecer à censura da TV, Dylan se recusou a aparecer no programa. Há desacordo entre os biógrafos de Dylan sobre as consequências desta disputa de censura. Anthony Scaduto escreve que após o desastre do The Ed Sullivan Show, os advogados da CBS ficaram alarmados ao descobrir que a polêmica música seria incluída no novo álbum de Dylan, apenas algumas semanas antes de sua data de lançamento. Eles insistiram que a música fosse descartada, e quatro músicas ("John Birch", "Let Me Die in My Footsteps", "Rambling Gambling Willie", "Rocks and Gravel") do álbum foram substituídas pelas composições mais recentes de Dylan gravadas em abril ("Girl from the North Country", "Masters of War", "Talkin' World War III Blues", "Bob Dylan's Dream"). Scaduto escreve que Dylan se sentiu "esmagado" por ser compelido a se submeter à censura, mas não estava em posição de argumentar.
De acordo com Heylin, "Ainda há uma crença comum de que [Dylan] foi forçado pela Columbia a retirar 'Talkin' John Birch Paranoid Blues' do álbum depois que ele saiu do The Ed Sullivan Show". No entanto, a versão "revisada" de The Freewheelin' Bob Dylan foi lançada em 27 de maio de 1963; isso teria dado à Columbia Records apenas duas semanas para reeditar o álbum, reimprimir as capas do disco e prensar e embalar cópias suficientes da nova versão para atender aos pedidos. Heylin sugere que a CBS provavelmente forçou Dylan a retirar "John Birch" do álbum algumas semanas antes e que Dylan respondeu gravando seu novo material em 24 de abril. Se as músicas foram substituídas antes ou depois do The Ed Sullivan Show, os críticos concordam que o novo material deu ao álbum uma sensação mais pessoal, distanciada do material folk-blues tradicional que dominou seu primeiro álbum, Bob Dylan.
Algumas cópias da prensagem original do LP com as quatro faixas deletadas apareceram ao longo dos anos, apesar da suposta destruição de todas as cópias pela Columbia durante a fase de pré-lançamento (todas as cópias encontradas estavam na capa padrão do álbum com a seleção de faixas revisada). Outras permutações do álbum Freewheelin' incluem versões com uma ordem diferente de execução das faixas no álbum e uma versão canadense do álbum que listava as faixas na ordem errada. A prensagem original de The Freewheelin' Bob Dylan é considerada o disco mais valioso e raro da América, com uma cópia vendida por US$ 35.000.

## Músicas e temas

### Lado um

#### "Blowin' in the Wind"
"Blowin' in the Wind" está entre as composições mais celebradas de Dylan. Em suas notas de encarte para The Bootleg Series Volumes 1–3 (Rare & Unreleased) 1961–1991, John Bauldie escreve que foi Pete Seeger quem primeiro identificou a melodia de "Blowin' in the Wind" como a adaptação de Dylan do antigo espiritual negro "No More Auction Block". De acordo com The Folk Songs of North America, de Alan Lomax, a canção teve origem no Canadá e foi cantada por ex-escravos que fugiram para lá depois que a Grã-Bretanha aboliu a escravidão em 1833. Em 1978, Dylan reconheceu a fonte quando disse ao jornalista Marc Rowland: "'Blowin' in the Wind' sempre foi um espiritual. Eu o tirei de uma música chamada 'No More Auction Block' — isso é um espiritual e 'Blowin' in the Wind' segue o mesmo sentimento." A performance de Dylan de "No More Auction Block" foi gravada no Gaslight Cafe em outubro de 1962 e apareceu em The Bootleg Series Volumes 1–3 (Rare & Unreleased) 1961–1991.
O crítico Andy Gill escreveu: "'Blowin' in the Wind' marcou um grande salto na composição de Dylan: pela primeira vez, Dylan descobriu a eficácia de passar do particular para o geral. Enquanto 'The Ballad of Donald White' se tornaria completamente redundante assim que o criminoso homônimo fosse executado, uma canção tão vaga quanto 'Blowin' in the Wind' poderia ser aplicada a praticamente qualquer questão de liberdade. Ela continua sendo a canção com a qual o nome de Dylan está mais inextricavelmente ligado e protegeu sua reputação como um defensor das liberdades civis por meio de uma série de mudanças de estilo e atitude."
"Blowin' in the Wind" tornou-se mundialmente famosa quando Peter, Paul and Mary lançaram a música como single três semanas após o lançamento de Freewheelin'. Eles e Dylan compartilhavam o mesmo empresário: Albert Grossman. O single vendeu fenomenais trezentas mil cópias na primeira semana de lançamento. Em 13 de julho de 1963, alcançou o número dois na parada da Billboard com vendas superiores a um milhão de cópias. Dylan mais tarde lembrou que ficou surpreso quando Peter Yarrow lhe disse que ganharia US$ 5.000 com os direitos de publicação.

#### "Girl from the North Country"
Houve muita especulação impressa sobre a identidade da garota em "Girl from the North Country". Clinton Heylin afirma que as candidatas mais frequentemente cotadas são Echo Helstrom, uma antiga namorada de Dylan de sua cidade natal, Hibbing, e Suze Rotolo, por quem Dylan estava ansiando quando terminou a música na Itália. Howard Sounes sugere que a garota que Dylan provavelmente tinha em mente era Bonnie Beecher, uma namorada de Dylan quando ele estava na Universidade de Minnesota. Não há nenhuma prova disso, e o musicólogo Todd Harvey observa que "as letras não contêm, no entanto, informações específicas o suficiente para sugerir que Dylan estava deixando pistas sobre sua vida pessoal".
Harvey observa que Dylan não apenas pegou a melodia de "Scarborough Fair", que aprendeu com Martin Carthy em Londres, mas também adaptou o tema dessa música. "Scarborough Fair" deriva de "The Elfin Knight" (Child Ballad Number 2), que foi transcrita pela primeira vez em 1670. Na música, um personagem sobrenatural faz uma série de perguntas a uma inocente, solicitando que ela execute tarefas impossíveis. Harvey aponta que Dylan "mantém a ideia do ouvinte sendo enviado para uma tarefa, um cenário do norte e uma qualidade lírica antiga". Dylan retornou a essa música em Nashville Skyline (1969), gravando-a como um dueto com Johnny Cash, e ele retornou a ela novamente no estúdio com uma versão inédita de órgão e sax em 1978.
Mais adiante em seu livro sobre Dylan, Howard Sounes opina que Dylan pode ter utilizado a canção, em grande parte autobiográfica, como forma de ganhar a simpatia de diferentes namoradas com quem namorou ao longo dos anos. Sounes afirma: "... alguém se perguntava sobre qual namorada Bob estava cantando... Bob mais tarde deu a Echo (Helstrom) a impressão de que aquela era a canção dela. Mas, sem dúvida pensando que as mulheres se sentiam lisonjeadas por terem canções escritas sobre elas, Bob levou outra namorada do norte do país, Bonnie Beecher, a pensar o mesmo... Mais tarde, em 1963, quando cantou a canção em um programa de rádio... Bob indicou que a canção era sobre uma mulher idealizada, dizendo: 'Isto é dedicado a todas as garotas do norte do país.'"

#### "Masters of War"
Uma canção mordaz dirigida contra a indústria bélica, "Masters of War" é baseada no arranjo de Jean Ritchie para "Nottamun Town", uma canção de enigmas inglesa. Foi escrita no final de 1962, enquanto Dylan estava em Londres; testemunhas oculares (incluindo Martin Carthy e Anthea Joseph) lembram-se de Dylan cantando a canção em clubes folk na época. Ritchie mais tarde afirmaria sua reivindicação sobre o arranjo da canção; de acordo com uma biografia de Dylan, o processo foi encerrado quando Ritchie recebeu US$ 5.000 dos advogados de Dylan.

#### "Down the Highway"
Dylan compôs "Down the Highway" na forma de um blues de 12 compassos. Nas notas da capa de Freewheelin', Dylan explicou a Nat Hentoff: "O que tornou os verdadeiros cantores de blues tão grandes é que eles foram capazes de declarar todos os problemas que tinham; mas, ao mesmo tempo, eles estavam fora deles e podiam olhar para eles. E dessa forma, eles os venceram." Nessa música, Dylan injetou uma menção explícita de uma ausência que o estava incomodando: a estadia de Suze Rotolo em Perugia: "Meu bebê tirou meu coração de mim / Ela empacotou tudo em uma mala / Senhor, ela levou para a Itália, Itália."

#### "Bob Dylan's Blues"
"Bob Dylan's Blues" começa com uma introdução falada onde Dylan descreve as origens das canções folclóricas em um tom satírico: "a maioria das canções que são escritas na parte alta da cidade, em Tin Pan Alley, é de onde a maioria das canções folclóricas vêm hoje em dia". O que se segue foi caracterizado como um blues absurdo e improvisado que Dylan, nas notas da capa, descreve como "uma canção realmente improvisada. Eu começo com uma ideia e então sinto o que se segue. A melhor maneira de descrever esta é que é como caminhar por uma rua lateral. Você olha para dentro e segue em frente." Harvey aponta que Dylan posteriormente elaborou esse estilo de humor autodepreciativo e absurdista em canções mais complexas, como "I Shall Be Free No.10" (1964).

#### "A Hard Rain's a-Gonna Fall"
Dylan tinha apenas 21 anos quando escreveu uma de suas canções mais complexas, "A Hard Rain's a-Gonna Fall", frequentemente chamada de "Hard Rain". Diz-se que Dylan estreou "Hard Rain" no Gaslight Cafe, onde o artista do Village, Peter Blankfield, relembrou: "Ele colocou esses pedaços de papel solto arrancados de um caderno espiral. E ele começou a cantar ['Hard Rain']... Ele terminou de cantar, e ninguém conseguia dizer nada. A duração, o sentido episódico. Cada linha continuava crescendo e explodindo". Dylan cantou "Hard Rain" dias depois no Carnegie Hall em 22 de setembro de 1962, como parte de um concerto organizado por Pete Seeger. A canção ganhou ressonância adicional durante a Crise dos Mísseis de Cuba, apenas um mês após a primeira apresentação de "Hard Rain" por Dylan, quando o presidente dos EUA, John F. Kennedy, deu seu aviso à União Soviética sobre a implantação de mísseis nucleares em Cuba. Críticos interpretaram a letra "hard rain" como uma referência à cinza nuclear, mas Dylan resistiu à especificidade dessa interpretação. Em uma entrevista de rádio com Studs Terkel em 1963, Dylan disse:
| “ | Não, não é chuva atômica, é apenas uma chuva forte. Não é chuva radioativa. Quero dizer, algum tipo de fim que simplesmente tem que acontecer... No último verso, quando digo "as bolinhas de veneno estão inundando as águas", estou me referindo a todas as mentiras que as pessoas ouvem em seus rádios e jornais. | ” |

Muitas pessoas ficaram surpresas com o poder e a complexidade desta obra. Para Robert Shelton, que deu a Dylan um importante impulso em sua crítica de 1961 no The New York Times, esta canção foi "um marco na composição de canções populares e temáticas. Aqui floresce o fruto prometido da fusão de poesia e jazz dos anos 1950 de Ginsberg, Ferlinghetti e Rexroth." O cantor folk Dave Van Ronk comentou mais tarde: "Eu estava perfeitamente ciente de que representava o início de uma revolução artística." Seeger expressou a opinião de que esta canção duraria mais do que qualquer outra escrita por Dylan.

### Lado dois

#### "Don't Think Twice, It's All Right"
Dylan escreveu "Don't Think Twice, It's All Right" ao ouvir de Suze Rotolo que ela estava considerando ficar na Itália indefinidamente, e ele usou uma melodia que adaptou da canção de Paul Clayton "Who's Gonna Buy You Ribbons (When I'm Gone)". Nas notas da capa de Freewheelin', Dylan comenta: "Não é uma canção de amor. É uma declaração que talvez você possa dizer para se sentir melhor. É como se você estivesse falando sozinho".
Os contemporâneos de Dylan saudaram a canção como uma obra-prima: Bob Spitz cita Paul Stookey dizendo "Achei que era uma declaração magistral", enquanto Dave Van Ronk a chamou de "autopiedade, mas brilhante". O biógrafo de Dylan, Howard Sounes, comentou: "A grandeza da canção estava na inteligência da linguagem. A frase "não pense duas vezes, está tudo bem" poderia ser rosnada, cantada com resignação ou proferida com uma mistura ambígua de amargura e arrependimento. Raramente as emoções contraditórias de um amante frustrado foram tão bem expressas, e a canção transcendeu as origens autobiográficas da dor de Dylan".

#### "Bob Dylan's Dream"
"Bob Dylan's Dream" foi baseado na melodia do tradicional "Lady Franklin's Lament", no qual a personagem-título sonha em encontrar seu marido, o explorador do Ártico Sir John Franklin, vivo e bem. (Sir John Franklin havia desaparecido em uma expedição em busca da Passagem Noroeste em 1845; um moledro de pedra na Ilha do Rei Guilherme detalhando sua morte foi encontrado por uma expedição posterior em 1859.) Todd Harvey aponta que Dylan transforma a música em uma jornada pessoal, mas ele retém tanto o tema quanto o clima da balada original. O mundo exterior é retratado como tempestuoso e severo, e o desejo mais fervoroso de Dylan, como o de Lady Franklin, é se reunir com companheiros que partiram e reviver as boas memórias que eles representam.

#### "Oxford Town"
"Oxford Town" é o relato sarcástico de Dylan sobre os eventos na Universidade do Mississippi em setembro de 1962. O veterano da Força Aérea dos EUA, James Meredith, foi o primeiro aluno negro a se matricular na Universidade do Mississippi, em Oxford, Mississippi. Quando Meredith tentou pela primeira vez frequentar as aulas na escola, alguns mississippienses prometeram manter a universidade segregada, incluindo o governador do estado, Ross Barnett. No final das contas, a Universidade do Mississippi teve que ser integrada com a ajuda das tropas federais dos EUA. Dylan respondeu rapidamente: sua música foi publicada na edição de novembro de 1962 da Broadside.

#### "Talkin' World War III Blues"
O "talkin' blues" era um estilo de composição improvisada que Woody Guthrie havia desenvolvido a um nível elevado. (Uma gravação doméstica de Minneapolis que Dylan fez em setembro de 1960 inclui suas performances de "Talking Columbia" e "Talking Merchant Marine" de Guthrie.) "Talkin' World War III Blues" foi uma composição espontânea que Dylan criou no estúdio durante a sessão final de The Freewheelin' Bob Dylan. Ele gravou cinco takes da música e o quinto foi selecionado para o álbum. O formato do "talkin' blues" permitiu que Dylan abordasse o assunto sério da aniquilação nuclear com humor, e "sem recorrer à sua personalidade de apontar o dedo ou apocalíptico-profética".

#### "Corrina, Corrina"
"Corrina, Corrina" foi gravada pelos Mississippi Sheiks e por seu líder Bo Carter em 1928. A música foi regravada por artistas tão diversos quanto Bob Wills, Big Joe Turner e Doc Watson. A versão de Dylan pega emprestadas frases de algumas músicas de Robert Johnson: "Stones In My Passway", "32-20 Blues" e "Hellhound On My Trail". Uma versão alternativa da música foi usada como lado B de seu single "Mixed-Up Confusion".

#### "Honey, Just Allow Me One More Chance"
"Honey, Just Allow Me One More Chance" é baseado em "Honey, Won't You Allow Me One More Chance?", uma canção que remonta à década de 1890 e que foi popularizada por Henry Thomas em sua gravação de 1928. "No entanto, o original de Thomas não fornecia mais do que um título de canção e uma noção", escreve Heylin, "que Dylan transformou em um apelo pessoal a um amante ausente para que lhe permitisse 'mais uma chance de se dar bem com você'. É um tour de force vocal e ... mostrou um Dylan preparado para fazer pouco caso de seu próprio blues usando a própria forma."

#### "I Shall Be Free"
"I Shall Be Free" é uma reescrita de "We Shall Be Free" de Leadbelly, que foi interpretada por Leabelly, Sonny Terry, Cisco Houston e Woody Guthrie. De acordo com Todd Harvey, a versão de Dylan extrai sua melodia da gravação de Guthrie, mas omite seu refrão característico ("Em breve seremos livres/Quando o Senhor nos chamar para casa"). Os críticos estão divididos sobre o valor desta última canção. Robert Shelton descartou a canção como "um anticlímax decidido. Embora o álbum tenha pelo menos meia dúzia de sucessos de bilheteria, duas das canções mais fracas estão escondidas no final, como caudas de camisa." Todd Harvey argumentou que, ao colocar a canção no final do LP Freewheelin', Dylan termina com uma nota de leviandade, o que é um alívio após os sentimentos pesados expressos em várias canções do álbum.

## Arte da capa
A capa do álbum apresenta uma fotografia de Dylan com Suze Rotolo. Foi tirada em fevereiro de 1963 — algumas semanas depois de Rotolo retornar da Itália — pelo fotógrafo da CBS, Don Hunstein, enquanto Dylan e Rotolo caminhavam no meio da Jones Street, a aproximadamente 15 metros da West 4th Street, no West Village, na cidade de Nova Iorque, perto do apartamento onde o casal morava na época. Em 2008, Rotolo descreveu as circunstâncias que cercaram a famosa foto para o The New York Times: "Ele usava uma jaqueta muito fina, porque a imagem era tudo. Nosso apartamento estava sempre frio, então eu estava com um suéter, além de pegar emprestado um de seus suéteres grandes e volumosos. Além disso, coloquei um casaco. Então me senti como uma salsicha italiana. Toda vez que olho para aquela foto, acho que pareço gorda." Em suas memórias, A Freewheelin' Time, Rotolo analisou o significado da arte da capa:
| “ | É um daqueles marcadores culturais que influenciaram o visual das capas de álbuns precisamente por sua espontaneidade e sensibilidade descontraídas e caseiras. A maioria das capas de álbuns era cuidadosamente encenada e controlada, com um efeito fantástico nas capas de jazz da Blue Note ... e com um efeito não tão grande nos álbuns de pop e folk, perfeitamente posados e limpos. Quem quer que tenha sido o responsável pela escolha daquela fotografia específica para The Freewheelin' Bob Dylan realmente tinha um olhar para um novo visual. | ” |

A crítica Janet Maslin resumiu o impacto icônico da capa como "uma fotografia que inspirou inúmeros jovens a encolher os ombros, parecer distantes e deixar a garota se agarrar".

## Recepção crítica
| Críticas profissionais            | Críticas profissionais |
| Avaliações da crítica             | Avaliações da crítica  |
| Fonte                             | Avaliação              |
| --------------------------------- | ---------------------- |
| AllMusic                          | [ 83 ]                 |
| The Encyclopedia of Popular Music | [ 84 ]                 |
| Entertainment Weekly              | A−                     |
| MusicHound Rock                   | 4.5/5                  |
| The Rolling Stone Album Guide     | [ 87 ]                 |
| Tom Hull                          | A−                     |

Dylan promoveu seu próximo álbum com aparições em rádios e shows. Em maio de 1963, Dylan se apresentou com Joan Baez no Monterey Folk Festival, onde ela se juntou a ele no palco para um dueto de uma nova música de Dylan, "With God on Our Side". Baez estava no auge de sua fama, tendo aparecido na capa da revista Time em novembro anterior. A apresentação não só deu a Dylan e suas canções uma nova proeminência, como também marcou o início de um relacionamento romântico entre Baez e Dylan, o início do que o biógrafo de Dylan, Sounes, chamou de "um dos casos de amor mais celebrados da década".
The Freewheelin' Bob Dylan foi lançado no final de maio. De acordo com Scaduto, foi um sucesso imediato, vendendo 10.000 cópias por mês e rendendo a Dylan uma renda de cerca de US$ 2.500 por mês (equivalente a US$ 25.700 em 2024). Um artigo de Nat Hentoff sobre música folk apareceu na edição de junho da revista Playboy e dedicou um espaço considerável às conquistas de Dylan, chamando-o de "o mais vital dos jovens citadinos".
Em julho, Dylan apareceu no segundo Newport Folk Festival. Naquele fim de semana, a interpretação de "Blowin' in the Wind" de Peter, Paul and Mary alcançou o segundo lugar na parada pop da Billboard. Baez também estava em Newport, aparecendo duas vezes no palco com Dylan. A combinação do sucesso de "Blowin' in the Wind" nas paradas e o glamour de Baez e Dylan cantando juntos geraram entusiasmo sobre Dylan e seu novo álbum. Tom Paxton relembrou: "Aquele foi um grande festival de sucesso para Bob. O burburinho continuou crescendo exponencialmente e foi como uma coroação de Bob e Joan. Eles eram o rei e a rainha do festival". Seu amigo Bob Fass relembrou que, depois de Newport, Dylan lhe disse que "de repente, eu simplesmente não consigo mais andar por aí sem um disfarce. Eu costumava andar por aí e ir aonde eu quisesse. Mas agora ficou muito estranho. As pessoas me seguem até o banheiro masculino só para dizer que me viram fazer xixi".
Em setembro, o álbum entrou nas paradas de álbuns da Billboard; a posição mais alta que Freewheelin' alcançou foi a 22ª, mas acabou vendendo um milhão de cópias nos EUA. O próprio Dylan reconheceu Freewheelin' como o álbum que marcou o início de seu sucesso. Durante sua disputa com Albert Grossman, Dylan declarou em um depoimento: "Embora eu não soubesse na época, o segundo álbum estava destinado a se tornar um grande sucesso porque incluiria 'Blowin' in the Wind'". Além de "Blowin' in the Wind", "Masters of War", "Girl from the North Country", "A Hard Rain's a-Gonna Fall" e "Don't Think Twice, It's All Right" foram aclamadas como obras-primas e têm sido os pilares do repertório de Dylan até os dias atuais. O equilíbrio do álbum entre assuntos sérios e leviandade, canções sinceras de apontar o dedo e piadas surreais cativou um grande público, incluindo os Beatles, que estavam à beira do sucesso global. John Lennon relembrou: "Em Paris, em 1964, foi a primeira vez que ouvi Dylan. Paul conseguiu o disco (The Freewheelin' Bob Dylan) de um DJ francês. Durante três semanas em Paris, não paramos de tocá-lo. Todos nós ficamos loucos por Dylan".
O álbum foi relançado em 2010 como parte do The Original Mono Recordings, um box set da Columbia Legacy que incluía as versões mono dos primeiros oito álbuns de Dylan.

## Legado
O sucesso de Freewheelin' transformou a percepção pública sobre Dylan. Antes do lançamento do álbum, ele era um entre muitos cantores folk. Depois, aos 22 anos, Dylan passou a ser considerado um grande artista, talvez até mesmo um porta-voz da juventude descontente. Como um crítico descreveu a transformação: "Em pouco mais de um ano, um jovem plagiador renasceu como um compositor de peso, e seu primeiro álbum de material original totalmente realizado deu o pontapé inicial musical da década de 1960". Janet Maslin escreveu sobre o álbum: "Essas foram as canções que o estabeleceram como a voz de sua geração — alguém que implicitamente entendia o quão preocupados os jovens americanos se sentiam com o desarmamento nuclear e o crescente Movimento pelos Direitos Civis: sua mistura de autoridade moral e inconformismo foi talvez o mais oportuno de seus atributos".
O título de "Porta-voz de uma Geração" foi visto por Dylan com desgosto nos anos seguintes. Ele passou a sentir que era um rótulo que a mídia havia lhe imposto e, em sua autobiografia, Chronicles, Dylan escreveu: "A imprensa nunca desistia. De vez em quando, eu tinha que me levantar e me oferecer para uma entrevista para que eles não arrombassem a porta. Mais tarde, um artigo chegaria às ruas com a manchete 'Porta-voz nega ser porta-voz'. Eu me senti como um pedaço de carne que alguém jogou aos cachorros".
O álbum garantiu a Dylan um "culto incontrolável" de fãs que preferiam a aspereza de suas performances às versões cover mais suaves lançadas por outros cantores. Richard Williams sugeriu que a riqueza das imagens em Freewheelin' transformou Dylan em um artista-chave para um crescente público universitário ávido por uma nova complexidade cultural: "Para estudantes cujos cursos de exame incluíam Eliot e Yeats, aqui estava algo que lisonjeava seu intelecto em expansão, ao mesmo tempo que apelava ao rebelde adolescente em suas almas de início dos anos sessenta. James Dean andava por aí lendo James Joyce; aqui estavam ambos em um único pacote, as palavras e a atitude musicadas." Andy Gill acrescenta que nos poucos meses entre o lançamento de Freewheelin' em maio de 1963 e o próximo álbum de Dylan, The Times They Are a-Changin' em janeiro de 1964, Dylan se tornou a propriedade mais quente da música americana, expandindo os limites do que antes era visto como um público de música folk universitária.
A opinião crítica sobre Freewheelin' tem sido consistentemente favorável nos anos desde seu lançamento. O biógrafo de Dylan, Howard Sounes, o chamou de "o primeiro grande álbum de Bob Dylan". Em uma pesquisa sobre o trabalho de Dylan publicada pela revista Q em 2000, o álbum Freewheelin' foi descrito como "facilmente o melhor dos álbuns acústicos [de Dylan] e um salto quântico em relação à sua estreia - o que mostra o ritmo frenético em que a mente de Dylan estava se movendo". A revista continuou comentando: "Você pode ver por que este álbum fez os Beatles ouvirem. As músicas em sua essência devem ter soado como comunicados de outro plano".
Para Patrick Humphries, "raramente um álbum refletiu tão efetivamente os tempos que o produziram. Freewheelin' falou diretamente às preocupações de seu público e as abordou de maneira madura e reflexiva: ele refletiu o estado da nação." O veredito de Stephen Thomas Erlewine sobre o álbum no guia AllMusic foi: "É difícil superestimar a importância de The Freewheelin' Bob Dylan, o disco que estabeleceu Dylan firmemente como um compositor incomparável... Esta é uma música rica e imaginativa, capturando o som e o espírito da América tanto quanto o de Louis Armstrong, Hank Williams ou Elvis Presley. Dylan, de muitas maneiras, gravou música que igualou isso, mas nunca a superou".
Em março de 2000, Van Morrison contou à revista de rock irlandesa Hot Press sobre o impacto que Freewheelin' causou nele: "Acho que ouvi em uma loja de discos na Smith Street. E pensei que era incrível que esse cara não estivesse cantando sobre 'moon in June' e estivesse se safando. Foi o que pensei na época. O assunto não eram músicas pop, sabe, e pensei que isso meio que abria tudo... Dylan colocou isso no mainstream e disse que isso poderia ser feito".
Freewheelin' foi uma das 50 gravações escolhidas pela Biblioteca do Congresso para serem adicionadas ao Registro Nacional de Gravações em 2002. A citação dizia: "Este álbum é considerado por alguns como a coleção mais importante de canções originais lançadas na década de 1960. Inclui 'Blowin' in the Wind', o hino de protesto popular e poderoso da época." No ano seguinte (2003), a revista Rolling Stone classificou-o como número 97 em sua lista dos 500 maiores álbuns de todos os tempos, mantendo a classificação em uma lista revisada de 2012, antes de cair para o número 255 em uma lista revisada de 2020.
O álbum foi incluído na "Basic Record Library" de Robert Christgau, com gravações das décadas de 1950 e 1960, publicada no Christgau's Record Guide: Rock Albums of the Seventies (1981). Também foi incluído no 1001 Albums You Must Hear Before You Die, de Robert Dimery. Foi eleito o número 127 na terceira edição do All Time Top 1000 Albums de Colin Larkin (2000).
A cantora Taylor Swift citou o álbum como inspiração para sua canção "Betty" do álbum Folklore. Como o co-escritor de "Betty", Aaron Dessner do The National explicou ao Vulture, "Ela queria que tivesse um Bob Dylan antigo, uma espécie de Freewheelin' Bob Dylan".

### Na cultura popular
A foto da capa do álbum foi cuidadosamente recriada por Cameron Crowe para seu filme de 2001, estrelado por Tom Cruise, Vanilla Sky e por Todd Haynes para seu filme biográfico de Dylan de 2007, I'm Not There. Também serviu como referência visual para o filme dos irmãos Coen de 2013, Inside Llewyn Davis e o filme de James Mangold de 2024, A Complete Unknown.
Uma cópia do próprio álbum de vinil é um adereço importante no filme L'Amour fou, de Jacques Rivette, de 1969. Em uma cena-chave, o protagonista masculino, Sébastien (Jean-Pierre Kalfon), está no apartamento de sua namorada, Marta (Josée Destoop), ajudando-a a separar LPs que ela poderia revender para levantar algum dinheiro rápido. Ele segura sua cópia de The Freewheelin' Bob Dylan, que ela se recusa a vender, alegando que ainda a ouve.
Em novembro de 2023, a Rolling Stone citou "Bob Dylan Core", uma tendência do TikTok inspirada na capa do álbum, como um fator que atraiu a Geração Z para Dylan. De acordo com o artigo, vídeos marcados com a hashtag #BobDylanCore foram visualizados 11,5 milhões de vezes.

## Faixas
Todas as faixas foram escritas por Bob Dylan, exceto onde indicado.
| Lado um |                               |         |  |
| N.º     | Título                        | Duração |  |
| 1.      | "Blowin' in the Wind"         | 2:48    |  |
| 2.      | "Girl from the North Country" | 3:22    |  |
| 3.      | "Masters of War"              | 4:34    |  |
| 4.      | "Down the Highway"            | 3:27    |  |
| 5.      | "Bob Dylan's Blues"           | 2:23    |  |
| 6.      | "A Hard Rain's a-Gonna Fall"  | 6:55    |  |

| Lado dois      |                                        |                        |         |  |
| N.º            | Título                                 | Compositor(es)         | Duração |  |
| 7.             | "Don't Think Twice, It's All Right"    |                        | 3:40    |  |
| 8.             | "Bob Dylan's Dream"                    |                        | 5:03    |  |
| 9.             | "Oxford Town"                          |                        | 1:50    |  |
| 10.            | "Talkin' World War III Blues"          |                        | 6:28    |  |
| 11.            | "Corrina, Corrina"                     | Bo Carter              | 2:44    |  |
| 12.            | "Honey, Just Allow Me One More Chance" | Bob Dylan Henry Thomas | 2:01    |  |
| 13.            | "I Shall Be Free"                      |                        | 4:49    |  |
| Duração total: | Duração total:                         | Duração total:         | 50:04   |  |

## Pessoal
- Bob Dylan – violão, gaita, vocais

#### Músicos Adicionais
- Howie Collins – guitarra em "Corrina, Corrina"
- Leonard Gaskin  – contrabaixo em "Corrina, Corrina"
- Bruce Langhorne  – guitarra em "Corrina, Corrina"
- Herbie Lovelle  – bateria em "Corrina, Corrina"
- Dick Wellsstand  – piano em "Corrina, Corrina"

#### Técnico
- John H. Hammond  – produção
- Nat Hentoff  – notas do encarte
- Don Hunstein – fotógrafo de capa de álbum
- Tom Wilson  – produção

## Tabelas musicais
| Tabela (1963)    | Posição |
| ---------------- | ------- |
| US Billboard 200 | 22      |
| Tabela (1965)    | Posição |
| UK Albums Chart  | 1       |
| Tabela (2020)    | Posição |
| Portugal (AFP)   | 33      |

## Certificações
| País           | Certificação | Vendas    |
| -------------- | ------------ | --------- |
| Estados Unidos | Platina      | 1.000.000 |
| Reino Unido    | Platina      | 300.000   |